# Универсальное множество
Универса́льное мно́жество — в математике множество, содержащее все объекты и все множества. В тех аксиоматиках, в которых универсальное множество существует, оно единственно.
Универсальное множество обычно обозначается {\displaystyle \mathbb {U} } (от англ. universe, universal set), реже {\displaystyle \mathbb {E} }.
В аксиоматике Цермело — Френкеля парадокс Рассела со схемой выделения и парадокс Кантора показывают, что предположение о существовании такого множества ведёт к противоречию.
В аксиоматике фон Неймана — Бернайса — Гёделя существует универсальный класс — класс всех множеств, но множеством он не является. Класс всех множеств является классом объектов категории Set.
В некоторых аксиоматиках существует универсальное множество, но при этом схема выделения не выполняется. Примером является теория New Foundations У. В. О. Куайна.
Также универсальным множеством называют множество объектов, рассматриваемых в каком-либо разделе математики. Для элементарной арифметики универсальным множеством является множество целых чисел, для аналитической геометрии плоскости универсальным множеством является множество всех упорядоченных пар действительных чисел.
На диаграммах Венна универсальное множество (в обоих значениях) изображается множеством точек некоторого прямоугольника; подмножества его точек изображают подмножества универсального множества.
В дальнейшем речь идёт о первом значении термина. Нижеприведённые формулы (за исключением {\displaystyle \mathbb {U} \in \mathbb {U} }) верны и для второго значения, если через {\displaystyle a} и {\displaystyle A} обозначены соответственно любой элемент и любое подмножество множества {\displaystyle \mathbb {U} }.

## Свойства универсального множества

- Любой объект, какова бы ни была его природа, является элементом универсального множества.
{\displaystyle \forall a\colon a\in \mathbb {U} }
- В частности, само универсальное множество содержит себя в качестве одного из многих элементов.
{\displaystyle \mathbb {U} \in \mathbb {U} }
- Любое множество является подмножеством универсального множества.
{\displaystyle \forall A\colon A\subseteq \mathbb {U} }
- В частности, само универсальное множество является своим подмножеством.
{\displaystyle \mathbb {U} \subseteq \mathbb {U} }
- Объединение универсального множества с любым множеством равно универсальному множеству.
{\displaystyle \forall A\colon \mathbb {U} \cup A=\mathbb {U} }
- В частности, объединение универсального множества с самим собой равно универсальному множеству.
{\displaystyle \mathbb {U} \cup \mathbb {U} =\mathbb {U} }
- Объединение любого множества с его дополнением равно универсальному множеству.
{\displaystyle A\cup A^{\complement }=\mathbb {U} }
- Пересечение универсального множества с любым множеством равно последнему множеству.
{\displaystyle \forall A\colon \mathbb {U} \cap A=A}
- В частности, пересечение универсального множества с самим собой равно универсальному множеству.
{\displaystyle \mathbb {U} \cap \mathbb {U} =\mathbb {U} }
- Исключение универсального множества из любого множества равно пустому множеству.
{\displaystyle \forall A\colon A\setminus \mathbb {U} =\varnothing }
- В частности, исключение универсального множества из себя равно пустому множеству.
{\displaystyle \mathbb {U} \setminus \mathbb {U} =\varnothing }
- Исключение любого множества из универсального множества равно дополнению этого множества.
{\displaystyle \forall A\colon \mathbb {U} \setminus A=A^{\complement }}
- Дополнение универсального множества есть пустое множество.
{\displaystyle \mathbb {U} ^{\complement }=\varnothing }
- Симметрическая разность универсального множества с любым множеством равна дополнению последнего множества.
{\displaystyle \forall A\colon \mathbb {U} \triangle A=A^{\complement }}
- В частности, симметрическая разность универсального множества с самим собой равна пустому множеству.
{\displaystyle \mathbb {U} \triangle \mathbb {U} =\varnothing }

## Виды
- Дизъюнктивно-универсальное множество (ДУМ) G[2] порядка n и ранга p — это множество функций алгебры логики (ФАЛ) такое, что для любой {\displaystyle g\in P_{2}(n)} существует набор функций {\displaystyle g_{1},\ldots ,g_{p}\in G} такой, что {\displaystyle g=g_{1}\lor \ldots \lor g_{p}.}